# Abapeba saga
Abapeba saga là một loài nhện trong họ Corinnidae.
Loài này thuộc chi Abapeba. Abapeba saga được Frederick Octavius Pickard-Cambridge miêu tả năm 1899.